# 370. Infanterie-Division (Wehrmacht)
Die 370. Infanterie-Division (370. ID) war ein militärischer Großverband der Wehrmacht.

## Geschichte

### Aufstellung
Die 370. ID wurde am 17. Februar 1942 in Reims in der 19. Aufstellungswelle aufgestellt.

### Besatzungstruppe in Frankreich
Unmittelbar nach der Aufstellung war die Division in Nordfrankreich mit Sicherungsaufgaben betraut.

### Verlegung an die Ostfront
Im Juni 1942 wurde sie an den Südabschnitt der Ostfront verlegt und der Heeresgruppe Süd/17. Armee/Gruppe Schwedler unterstellt. 

### Offensive 1942
Nach Bereitstellung am Mius marschierte die 370. ID über Rostow am Don zusammen mit der 1. Panzerarmee in den Kaukasus. 

### Kuban-Brückenkopf
Im Januar 1943 begannen für die 370. ID die Kämpfe um den Kubanbrückenkopf. Vom Herbst 1943 bis März 1944 war die Division bei Cherson und Nikolajew mit der 6. Armee im Einsatz. 

### Umgliederung
Im Dezember 1943 erfolgte die Umorganisation in eine Division neuer Art 44.

### Vernichtung
Die 370. ID wurde zusammen mit der Heeresgruppe Südukraine im August 1944 in Rumänien vernichtet.

### Auflösung
Am 9. Oktober 1944 wurde der Verband offiziell als Einheit aufgelöst. 

### Verwendung der Reste der Division
Überlebende wurden in die 76. ID und 15. ID integriert.

## Kommandeure
| Dienstzeit                            | Dienstgrad      | Name                  |
| ------------------------------------- | --------------- | --------------------- |
| 1. April bis 15. September 1942       | Generalleutnant | Ernst Klepp           |
| 15. September bis 15. Dezember 1942   | Generalleutnant | Fritz Becker          |
| 15. Dezember 1942 bis 20. Januar 1943 | Generalleutnant | Erich von Bogen       |
| 20. Januar bis 1. Mai 1943            | Generalleutnant | Fritz Becker          |
| 1. Mai bis 7. September 1943          | Generalleutnant | Hermann Böhme         |
| 7. September 1943 bis 1. Juni 1944    | Generalleutnant | Fritz Becker          |
| 1. Juni 1944 bis 3. September 1944    | Generalleutnant | Botho Graf von Hülsen |

## Gliederung
- Infanterie-Regiment 666 (ab 15. Oktober 1942 Grenadier-Regiment 666)
- Infanterie-Regiment 667 (ab 15. Oktober 1942 Grenadier-Regiment 667)
- Infanterie-Regiment 668 (ab 15. Oktober 1942 Grenadier-Regiment 668)
- Artillerie-Regiment 370
- Pionier-Bataillon 370
- Feldersatz-Bataillon 370
- Panzerjäger-Abteilung 370
- Füsilier-Bataillon 370
- Nachrichten-Abteilung 370
- Nachschubtruppen 370